# 웹툰히어로 툰드라쇼
《웹툰히어로 툰드라쇼》는 MBC EVERY1드라마이다.

## 프로그램 소개
툰드라쇼는 웹툰을 드라마로 옮긴 옴니버스 드라마이다. 하지만 실제로 웹툰이 드라마화 된 작품은 《조선왕조실톡》이고, 나머지 두 편은 툰드라쇼를 위해 기획됐다. 웹툰작가들의 손에 끌려 웹툰으로 재탄생될지는 미정이다.
툰드라쇼는 무적핑크 웹툰원작 《조선왕조실톡》, 기안84의 배우 데뷔작 《청순한 가족》, 딸바보 소율아빠 김재한이 아이디어를 낸 "육아와 꽃미남이 결합된 육아판타지로맨스" 《내 남자는 육아도우미》 총 3편을 한꺼번에 방영하며 새로운 장르의 드라마 - 툰드라쇼를 탄생시켰다.
무적핑크는 드라마로 재구성된 본인의 웹툰 《조선왕조실톡》편에 조연으로 출연하고, 기안84는 주인공의 형 역할을 맡아 《청순한 가족》의 이야기를 끌어간다. 김재한은 《내 남자는 육아도우미》 주인공들의 캐릭터, 헤어와 의상에도 아이디어를 내며 작업에 참여했다. 기안84와 김재한은 《청순한 가족》과 《내 남자는 육아도우미》 대본팀 회의에 참여하며 아이디어를 제공중이다.

## 시즌 1 등장 인물

### 조선왕조실톡
- 김경식 : 김 내관 역
- 박소은 : 휘빈 김씨 역
- 손진영 : 수양대군 역
- 이두일 : 세종 역
- 무적핑크 : 사관 역
- 이시언 : 이방원 역
- 조경현
- 유병재 : 철종 역
- 허안나 : 봉이 역
- 황석정 : 순원왕후 역
- 권도균 : 헌종 역
- 이효은 : 경빈 김씨 역
- 김채현

### 청순한가족
- 김정석 : 아빠 역
- 기안84 : 김희민 역
- 정일훈 : 김성민 역
- 이형석 : 김광민 역
- 김광섭 : 광섭 역
- 최종훈 : 피자주인 역
- 신지수 : 신한나 역
- 김지숙 : 지숙 역
- 키썸 : 키썸 역

### 내남자는 육아도우미
- 박정화 : 육아영 역
- 박은석 : 주도진 역
- 이철우 : 백신 역
- 서한결 : 채강우 역
- 고현 : 고용제 역

## 시즌 2 등장 인물

### 조선왕조실톡
- 황석정 : 황덕정 (45세) 역
- 박진주 : 황덕정 (15세) 역
- 이승욱 : 최욱 도령 (17세) 역
- 권혁수 : 이몽룡 도령 (17세) 역
- 신주환 : 신주환 도령 (17세) 역
- 손진영 : 신주환 (47세) 역
- 조윤호 : 조선빡!끝! 역
- 지찬 : 뉴페이스 역

### 꽃가족
- 김원준 : 독고동백 역
- 정시아 : 계나리 역
- 장도윤 : 독고모란 역
- 김보라 : 독고억새 역
- 정지순 : 나추남 역
- 민지영 : 인조희 역
- 김해주 : 나미희 역
- 최웅 : 황준 역
- 차영남 : 곽국광 역
- 현승민 : 박복남 역
- 황미영 : 더블드래곤 예림 역
- 김아영 : 더블드래곤 가은 역